# Mantitheus murzini
Mantitheus murzini é uma espécie de coleóptero da tribo Philiini (Philinae). Com distribuição restrita à província de Sichuan (China).

## Sistemática
- Ordem Coleoptera
  - Subordem Polyphaga
    - Infraordem Cucujiformia
      - Superfamília Chrysomeloidea
        - Família Vesperidae
          - Subfamília Philinae
            - Tribo Philiini
              - Gênero Mantitheus
                - M. murzini (Vives, 2005)